# Куп Републике Српске у фудбалу 2016/17.
Куп Републике Српске у фудбалу 2016/17. је двадесет и четврта сезона овог такмичења које се одржава на територији Републике Српске у организацији Фудбалског савеза Републике Српске.
У Купу Републике Српске учествују фудбалски клубови са подручја Републике Српске. Клубови нижег нивоа такмичења морају у оквиру подручних савеза изборити учешће у Купу. Такмичењу се од шеснаестине финала прикључују и клубови из Прве лиге Републике Српске и клубови из Републике Српске који се такмиче у Премијер лиги Босне и Херцеговине.
До полуфинала се игра по једна утакмица, у полуфуналу две а финална утакмица се игра на стадиону одређеном накнадно или се играју две утакмице.
Ове сезоне су финалисти Радник из Бијељине и екипа Леотара из Требиња. Игране су две утакмице финала и то у Бијељини, победа Радника резултатом 2:0. У другој утакмици у Требињу, Радник је победио 2:1, те укупним резултатом 4:1 освојио Куп Републике Српске по пети пут у историји.

## Шеснаестина финала
- Утакмице су игране 7. септембра 2016.[4]

| Бр. ут. | Домаћин                | Резултат       | Гост                     |
| ------- | ---------------------- | -------------- | ------------------------ |
| 1       | Славен Добрљин         | 4:3            | Текстилац Дервента       |
| 2       | Озрен Петрово          | 1:2            | Слобода Мркоњић Град     |
| 3       | Љубић                  | 2:0            | Слобода Нови Град        |
| 4       | Борац Шамац            | 0:2            | Козара Градишка          |
| 5       | Жељезничар Бања Лука   | 3:5            | Крупа                    |
| 6       | Борац Козарска Дубица  | 2:0            | Пролетер Теслић          |
| 7       | Јединство Жеравица     | 1:2            | Рудар Приједор           |
| 8       | Младост Доња Слатина   | 1:1 (4:5 Пен.) | Борац Бања Лука          |
| 9       | Слога Горње Црњелово   | 2:3            | Власеница                |
| 10      | Младост Гацко          | 0:3            | Радник Бијељина          |
| 11      | Сутјеска Фоча          | 2:0            | Дрина Зворник            |
| 12      | Младост Велика Обарска | 7:1            | Дрина ХЕ Вишеград        |
| 13      | Братство Братунац      | 0:2            | Леотар                   |
| 14      | ФК Вележ Невесиње      | 1:1 (5:4 Пен.) | Звијезда 09              |
| 15      | Локањ                  | 3:0            | Гласинац 2011            |
| 16      | Младост Рогатица       | 1:1 (2:4 Пен.) | Славија Источно Сарајево |

## Осмина финала
| Бр. ут. | Домаћин                | Резултат | Гост                     |
| ------- | ---------------------- | -------- | ------------------------ |
| 1       | Славен Добрљин         | 3:1      | ФК Вележ Невесиње        |
| 2       | Борац Козарска Дубица  | 0:1      | Леотар                   |
| 3       | Љубић                  | 1:4      | Слобода Мркоњић Град     |
| 4       | Локањ                  | 2:5      | Борац Бања Лука          |
| 5       | Крупа                  | 2:1      | Рудар Приједор           |
| 6       | Козара Градишка        | 0:2      | Радник Бијељина          |
| 7       | Власеница              | 3:1      | Сутјеска Фоча            |
| 8       | Младост Велика Обарска | 3:0      | Славија Источно Сарајево |

## Четвртфинале
| Бр. ут. | Домаћин              | Резултат | Гост                   |
| ------- | -------------------- | -------- | ---------------------- |
| 1       | Славен Добрљин       | 2:1      | Младост Велика Обарска |
| 2       | Радник Бијељина      | 7:0      | Власеница              |
| 3       | Слобода Мркоњић Град | 4:2      | Крупа                  |
| 4       | Леотар               | 2:0      | Борац Бања Лука        |

## Полуфинале
| Утак. | Клуб, Место           | Укупан резултат | Клуб, Место     | 1. утакмица 29. март 2017. | 2. утакмица 11 и 12. април 2017. |
| ----- | --------------------- | --------------- | --------------- | -------------------------- | -------------------------------- |
| 1.    | Слобода, Мркоњић Град | 1:5             | Леотар, Требиње | 1:3                        | 0:2                              |
| 2.    | Радник, Бијељина      | 6:1             | Славен, Добрљин | 4:0                        | 2:1                              |

## Финале

### Прва утакмица
17. мај 2017. Градски стадион, Бијељина
| Клуб, Место      | Резултат | Клуб, Место     |
| ---------------- | -------- | --------------- |
| Радник, Бијељина | 2:0      | Леотар, Требиње |

### Друга утакмица
24. мај 2017. Стадион Полице, Требиње
| Клуб, Место     | Резултат | Клуб, Место                   |
| --------------- | -------- | ----------------------------- |
| Леотар, Требиње | 1:2      | Радник, Бијељина              |
|                 |          | Укупан резултат 4:1 за Радник |

| Победник Купа Републике Српске у фудбалу 2016/17. |
| ------------------------------------------------- |
| Радник Бијељина 5. титула                         |